# Victoria (Laguna)
Victoria is een gemeente in de Filipijnse provincie Laguna op het eiland Luzon. Bij de laatste census in 2010 telde de gemeente bijna 35 duizend inwoners.

## Geografie

### Bestuurlijke indeling
Victoria is onderverdeeld in de volgende 9 barangays:
- Banca-banca
- Daniw
- Masapang
- Nanhaya
- Pagalangan
- San Benito
- San Felix
- San Francisco
- San Roque

## Demografie
Victoria had bij de census van 2010 een inwoneraantal van 34.604 mensen. Dit waren 775 mensen (2,3%) meer dan bij de vorige census van 2007. Ten opzichte van de census van 2000 was het aantal inwoners gegroeid met 4.839 mensen (16,3%). De gemiddelde jaarlijkse groei in die periode kwam daarmee uit op 1,52%, hetgeen lager was dan het landelijk jaarlijks gemiddelde over deze periode (1,90%).

De bevolkingsdichtheid van Victoria was ten tijde van de laatste census, met 34.604 inwoners op 22,35 km², 1548,3 mensen per km².